# Anaheim Arsenal 2008-2009
La stagione 2008-09 degli Anaheim Arsenal fu la 3ª nella NBA D-League per la franchigia.
Gli Anaheim Arsenal arrivarono sesti nella Western Division con un record di 15-35, non qualificandosi per i play-off.

## Roster
| N° | Naz.                          | Ruolo | Sportivo          | Anno | Alt. | Peso |
| -- | ----------------------------- | ----- | ----------------- | ---- | ---- | ---- |
| 00 | Stati Uniti (bandiera)        | G     | Cedric Bozeman    | 1983 | 198  | 94   |
| 0  | Stati Uniti (bandiera)        | G     | Bryce Sheldon     | 1984 | 196  | 91   |
| 6  | Stati Uniti (bandiera)        | G     | Ayinde Ubaka      | 1985 | 193  | 85   |
| 7  | Stati Uniti (bandiera)        | G     | Geno Carlisle     | 1976 | 191  | 82   |
| 11 | Stati Uniti (bandiera)        | G     | Ray Reed          | 1984 | 180  | 75   |
| 12 | Stati Uniti (bandiera)        | A     | Noel Felix        | 1981 | 206  | 107  |
| 13 | Stati Uniti (bandiera)        | G     | Cameron Bennerman | 1984 | 193  | 91   |
| 14 | Stati Uniti (bandiera)        | G     | Marcus Taylor     | 1981 | 191  | 88   |
| 15 | Stati Uniti (bandiera)        | A     | Andre Patterson   | 1983 | 201  | 95   |
| 17 | Stati Uniti (bandiera)        | G     | Thomas Gardner    | 1985 | 196  | 102  |
| 18 | Stati Uniti (bandiera)        | A     | T.J. Cummings     | 1981 | 203  | 95   |
| 19 | Macedonia del Nord (bandiera) | A     | Dabo Kabov        | 1984 | 193  | 93   |
| 21 | Stati Uniti (bandiera)        | GA    | James White       | 1982 | 201  | 91   |
| 22 | Stati Uniti (bandiera)        | G     | Chet Mason        | 1981 | 193  | 83   |
| 22 | Stati Uniti (bandiera)        | G     | Bryce Sheldon     | 1984 | 196  | 91   |
| 23 | Stati Uniti (bandiera)        | G     | Kedrick Brown     | 1981 | 201  | 101  |
| 23 | Nigeria (bandiera)            | G     | Mike Efevberha    | 1984 | 196  | 88   |
| 24 | Stati Uniti (bandiera)        | C     | Marcus Campbell   | 1982 | 213  | 127  |
| 32 | Stati Uniti (bandiera)        | A     | Ronald Allen      | 1984 | 208  | 111  |
| 33 | Stati Uniti (bandiera)        | G     | Tierre Brown      | 1979 | 188  | 86   |
| 33 | Stati Uniti (bandiera)        | A     | Othello Hunter    | 1986 | 203  | 102  |
| 34 | Stati Uniti (bandiera)        | C     | Bryson McKenzie   | 1983 | 208  | 104  |
| 42 | Stati Uniti (bandiera)        | C     | Kirk Walters      | 1984 | 211  | 107  |
| 50 | Senegal (bandiera)            | A     | Malick Badiane    | 1984 | 208  | 104  |

## Staff tecnico
- Allenatore: Sam Vincent
- Vice-allenatore: Paul Mokeski
- Preparatore atletico: Courtney Watson